# Shōtoku
Shōtoku (japanska: 正徳?, Shōtoku), 25 april 1711–22 juni 1716 är en period i den japanska tideräkningen som inleddes när Nakamikado kröntes till kejsare.  Shogunen Tokugawa Ienobu dör under den här perioden och efterträds av Tokugawa Ietsugu.
Periodens namn, som kan läsas ungefär som 'sann dygd', kommer från två citat ur det gamla kinesiska historieverket Shujing från 700-talet f.Kr..
År Shōtoku 5 (1715) uppmärksammas hundraårsdagen av Tokugawa Ieyasus död över hela landet.